# Juan Gaetano
Juan Gaetano fue un explorador y navegante español que, según algunos estudios, sería el primer europeo en descubrir las islas Hawái, en el 1555, doscientos años antes que el capitán James Cook.
Estudios varios han refutado esta teoría, que no consideran creíble, aunque sigue habiendo dudas sobre el hecho de que exploradores como Gaetano llegaron por azar a las Hawái antes de Cook, durante una misión mandada por Ruy López de Villalobos. 
Villalobos al mando de una flota de seis barcos salió de Acapulco en 1542, con Gaetano embarcado como piloto. Los relatos de Gaetano parecen describir Hawái o las islas Marshall, según se interpreten. La flota se dirigió a las Molucas. Descubrieron las islas de Santo Tomé y San Benito, la de Roca Partida, el Archipiélago del Coral, las islas de los Jardines, la de los Matalotes, las Palao, la de Luzón, etc. De regreso a España publicó una relación de aquel viaje. Más tarde, Andrés de Urdaneta estableció una ruta en 1565, permitiendo que los galeones de Manila navegaran regularmente entre México y las Filipinas. Estas rutas se mantuvieron en secreto para proteger a los barcos españoles de los piratas ingleses y holandeses.[cita requerida]
Según estas teorías, los archivos españoles contienen un mapa que representa algunas islas en la latitud de Hawái, pero en una longitud desplazada 10 grados hacia el este. En el manuscrito, la isla de Maui se llama "La Desgradiada", y lo que parece ser la isla de Hawái aparece como "La Mesa". Las islas de Kahoolawe, Lanai y Molokai se citan como "Los Monjes". El debate sobre el hecho de que los españoles visitarían Hawái en el siglo XVI continua con investigadores como Richard W. Rogers que están buscando evidencia de naufragios españoles en la región.